# Q8 Danmark
Q8 Danmark A/S er en kæde af service- og tankstationer, der er ejet af OK-Q8 AB.
Navnet Q8 udtales 'kju-æit' – den engelske udtale af Kuwait, og Q8’s logo med to sejl er inspireret af det arabiske handelsskib ’Dhow’en som stadig bruges i mellemøsten.

## International ejer
Kuwait Petroleum International driver ca. 4.000 Q8 servicestationer i syv europæiske lande - Danmark, Sverige, Italien, Tyskland, Holland, Belgien og Luxembourg. I Danmark og Sverige ejer KPI halvdelen af det skandinaviske selskab OKQ8 Scandinavia, som driver OKQ8-brandet i Sverige og Q8-brandet i Danmark samt IDS og automatstationerne F24 og OKQ8 Minipris. Den anden halvdel af OKQ8 Scandinavia ejes af det svenske OK ekonomisk förening.

## Q8 i Danmark
Tidligere var Q8 Danmark A/S halvt ejet af KPI og halvt af det svenske OK ekonomiks förening. I 2012 fusionerede virksomheden med OKQ8 Sverige, og de blev slået sammen til et af Skandinaviens største brændstofselskaber under navnet OKQ8 Scandinavia. De to virksomheder arbejder under fælles værdier men under to forskellige varemærker. I Danmark bruges Q8-brandet derfor fortsat.
I 2020 var der 107 bemandede servicestationer under navnet Q8 og 139 ubemandede automatanlæg under navnet F24. F24 er virksomhedens selvbetjeningstilbud til kunder om billigere benzin, diesel og bilvask end på de bemandede Q8 servicestationer. Q8 har servicestationer spredt ud over hele landet og har kontor i Ørestaden på Amager.

### Qvik To Go
I Danmark har Q8 et butikskoncept ved navn Qvik To Go. Alle Q8s bemandede stationer har en QvikTo Go butik. Qvik To Go konceptet dækker over en gennemført brandstrategi der omfatter både forretningsdrift, butiksdesign og varesortiment. Konceptet henvender sig til mennesker i bevægelse med forfriskninger der gavner både kunder, miljø og økonomien. I Qvik To Go butikkerne er der mulighed for både at tanke kroppen op til den helt store sult eller sødt til ganen. Det er også muligt at tage en af de verdensberømte kopper kaffe fra Starbucks med, når du er på farten.

### Olieprodukter
Det brændstof og den fyringsolie, Q8 sælger i Danmark, produceres primært på basis af olie fra Nordsøen. Q8 Danmark A/S køber og sælger sine produkter på det nordiske marked.
I 2020 havde Q8 en markedsandel på 11,2 procent af det danske diesel- og benzinsalg.

## Historie
- 1983: KPI grundlægges som subsidiært firma under KPC. I Danmark anvendes fortsat Gulf logoet på servicestationerne til trods for, at firmaet nu juridisk hedder Kuwait Petroleum (Danmark) A/S.
- 1986: Gulf-logoet udskiftes med Q8-logoet i hele Europa på samme dag, den 4. september.
- 1987: KPI køber BP (British Petrol) i Danmark, og overtager deres stationer under navnet Q8.
- 2005: Q8 Danmark indfører lavpriskæden F24.[4]
- 2006: Q8 lancerer butikskonceptet Qvik To Go som indebærer en modernisering af servicestationer over hele landet.
- 2012: Q8 Danmark fusionerer med det svenske OK-Q8 AB, og er nu halvt ejet af svenske OK ekonomisk förening og halvt af KPI.[2]